# Nguyễn Thị Vân (Hà Tĩnh)
Nguyễn Thị Vân (sinh 1979) là đại biểu Quốc hội Việt Nam khóa 12, thuộc đoàn đại biểu Hà Tĩnh.

## Tiểu sử
Ngày sinh: 2/10/1979
Giới tính: Nữ
Dân tộc: Kinh
Tôn giáo: Không
Quê quán: Thị trấn Thạch Hà, huyện Thạch Hà, Hà Tĩnh
Trình độ chính trị: _
Trình độ chuyên môn: Thạc sĩ văn hoá học
Nghề nghiệp, chức vụ: Uỷ viên Uỷ ban Văn hoá, Giáo dục, Thanh niên, Thiếu niên và Nhi đồng của Quốc hội; Cán bộ phòng xây dựng nếp sống văn hoá gia đình Sở Văn hóa - Thể thao & Du lịch tỉnh Hà Tĩnh.
Nơi làm việc: Sở Văn hóa - Thể thao & Du lịch tỉnh Hà Tĩnh.
Nơi ứng cử: Hà Tĩnh
Đại biểu Quốc hội khoá: XII
Đại biểu chuyên trách: Không
Đại biểu Hội đồng Nhân dân: Không